# باشگاه والیبال الریان
باشگاه والیبال الریان قطر (عربی: الریان للکرة الطائرة) تیم حرفه‌ای والیبال مستقر در الریان، قطر است.
الریان سابقه سه بار حضور در والیبال قهرمانی باشگاه‌های جهان را دارد که در سال ۲۰۱۴ به عنوان نایب قهرمانی رسید. الریان همچنین ۸ بار قهرمان لیگ برتر قطر شده است.

## دست‌آوردها

### ملی
- قهرمان جام ولیعهد ۸
- قهرمان جام امیر قطر ۱۱
- قهرمانی لیگ برتر والیبال قطر ۸

### بین‌المللی
- نایب قهرمانی جام باشگاه‌های جهان ۱
- نایب قهرمانی جام باشگاه‌های آسیا ۲
- قهرمانی جام باشگاه‌های خلیج ۲

## بازیکنان سرشناس
الریان یکی از تیم‌های متمول والیبال به شمار می‌رود که برای حضور در جام قهرمانی باشگاه‌های آسیا و جهان بازیکنان مطرحی را در اختیار می‌گیرد.
| قطر - علی اسحاق بایرامی - علی حمید یعقوب - عبدالرشید عبدالرحمان برزیل - رامون مورنو - آلن دومینگوس - رافائل اولیویرا (قرضی) - رودریگو سانتانا (قرضی) بلغارستان - ماتی کازیسکی (قرضی) - والنتین براتوئف کرواسی - ایگور اومرچن کوبا - یوسلیدر کالا - لیونل مارشال جونیور - آلبرتو دانیل لا روزا مارکز - رایدل پوی - خاویر گونزالس پانتون - روبرت لندی سیمون (قرضی) ونزوئلا - کارلوس تجدا | فرانسه - فیلیپ بارکا - لویک دوکاگغ ایتالیا - کریستین ساوانی - وات ویمنز - آنجل دنیس - هریستو زلاتانوف - لورنزو برناردی صربستان - ایوان میلیکوویچ (قرضی) فنلاند - میکو اویوانن (قرضی) ایران - فرهاد قائمی ایالات متحده آمریکا - دیوید لی (قرضی) سوئد - مارکوس نیلسون مجارستان - پیتر ورس عربستان سعودی - احمد آل باخت ایران - فرهاد قائمی |